# Marc Goblet
Pour les articles homonymes, voir Goblet.
Marc Goblet, né le 6 juin 1957 à Herve et mort le 16 juin 2021, est un syndicaliste et un homme politique belge, membre du Parti socialiste (PS). Il a été secrétaire général de la FGTB de 2014 à 2017.

## Biographie
Marc Goblet est né le 6 juin 1957 à Herve. Fils d'un ouvrier président de la centrale générale de la FGTB liégeoise, il est diplômé comme chauffagiste. Il exerce son métier, dans sa commune natale d'Herve jusqu'à ses 25 ans en 1982. Il se lance ensuite dans une carrière à la FGTB, syndicat à tendance socialiste belge, et dans la politique belge au parti socialiste. Gravement malade, il prend sa retraite de manière anticipée en 2017. Il décède le 16 juin 2021.

## Parcours à la FGTB
En 1982, il est élu secrétaire de la Centrale Générale FGTB Liège-Huy-Waremme, pour ensuite en devenir vice-président en 1987 et finalement président de 2004 à octobre 2014. De 2003 à octobre 2014, il est également président de la régionale FGTB Liège-Huy-Waremme,.
Le 3 octobre 2014, il est intronisé secrétaire général de la FGTB et président de la FGTB Wallonne.
Le 7 juin 2017, il renonce à ses mandats prématurément pour des raisons de santé et prend sa pension de manière anticipée. Il est remplacé par Robert Vertenueil.

## Parcours politique
L'ancien secrétaire général de la FGTB, est échevin socialiste à la ville de Herve de 2001 à 2003.
Il pousse d'ailleurs la liste socialiste dans cette ville lors des élections communales de 2018.
Lors des élections législatives fédérales belges de mai 2019, il est élu député. Dernier de la liste PS, il est le 5e élu socialiste de sa circonscription avec 9 504 voix de préférence.
Il est régulièrement présent à la Fête de l'Humanité.

## Mandats politiques
- 2001 - 2003 : Échevin de la ville de Herve ;
- 2019 - 2021 : Député fédéral à la Chambre des représentants de Belgique.